# Crusaders CFA 2019
Questa voce raccoglie le informazioni riguardanti i Crusaders CFA nelle competizioni ufficiali della stagione 2019.

## X Liga Portuguesa de Futebol Americano

### Stagione regolare
| 6 gennaio 2019 | Lisboa Devils | 19 – 15 | Cascais Crusaders |  |

| 16 febbraio 2019 | Cascais Crusaders | 31 – 27 | Porto Mutts |  |

| Cascais 2 marzo 2019 | Cascais Crusaders | 33 – 21 | Lisboa Navigators |  |

| 16 marzo 2019 | Cascais Crusaders | 54 – 14 | Algarve Sharks |  |

| 30 marzo 2019 | Braga Warriors | 7 – 40 | Cascais Crusaders |  |

| 28 aprile 2019, ore 15:00 | Paredes Lumberjacks | 0 – 34 | Cascais Crusaders |  |

### Playoff
| 12 maggio 2019 | Lisboa Devils | 13 – 12 | Cascais Crusaders |  |

## II Torneio Fundadores
| 17 novembre 2019, ore 15:00 | Cascais Crusaders | 15 – 10 | Braga Warriors |  |

| 1º dicembre 2019, ore 15:00 | Braga Warriors | 20 – 42 | Cascais Crusaders |  |

| Alfena 14 dicembre 2019, ore 15:00 | Porto Mutts | 0 – 33 | Cascais Crusaders | Atlético Clube Alfenense |

## Statistiche di squadra
| Competizione                   | %Vittorie | In casa | In casa | In casa | In casa | In casa | In casa | In trasferta | In trasferta | In trasferta | In trasferta | In trasferta | In trasferta | Totale | Totale | Totale | Totale | Totale | Totale |
| Competizione                   | %Vittorie | G       | V       | N       | P       | Pf      | Ps      | G            | V            | N            | P            | Pf           | Ps           | G      | V      | N      | P      | Pf     | Ps     |
| ------------------------------ | --------- | ------- | ------- | ------- | ------- | ------- | ------- | ------------ | ------------ | ------------ | ------------ | ------------ | ------------ | ------ | ------ | ------ | ------ | ------ | ------ |
| Campionato - Stagione regolare | .833      | 3       | 3       | 0       | 0       | 118     | 62      | 3            | 2            | 0            | 1            | 89           | 26           | 6      | 5      | 0      | 1      | 207    | 88     |
| Campionato - Playoff           | .000      | 0       | 0       | 0       | 0       | 0       | 0       | 1            | 0            | 0            | 1            | 12           | 13           | 1      | 0      | 0      | 1      | 12     | 13     |
| Coppa                          | 1.000     | 1       | 1       | 0       | 0       | 15      | 10      | 2            | 2            | 0            | 0            | 75           | 20           | 3      | 3      | 0      | 0      | 90     | 30     |
| Totale                         | .800      | 4       | 4       | 0       | 0       | 133     | 72      | 6            | 4            | 0            | 2            | 176          | 59           | 10     | 8      | 0      | 2      | 309    | 131    |